# 出水及び水利に関する罪
出水及び水利に関する罪（しゅっすいおよびすいりにかんするつみ）とは、刑法に規定された犯罪類型の一つ。出水させて建造物等を浸害することおよび水害における危険行為を禁止している。社会的法益に対する罪に分類される。

## 罪名
- 現住建造物等浸害罪

- 非現住建造物等浸害罪

- 自己所有物浸害罪

- 水防妨害罪

- 過失建造物等浸害罪

- 水利妨害罪、出水危険罪